# Open de Sevilla
Het Open de Sevilla was een eenmalig golftoernooi van de Europese PGA Tour. 
Het toernooi vond plaats op de Real Club de Golf de Sevilla van 15-18 april 2004, en werd gewonnen door de Argentijnse speler Ricardo González.
De tweede plaats werd gedeeld door Stephen Gallacher en Jonathan Lomas.
| Nr  | Naam               | Score |
| --- | ------------------ | ----- |
| 1   | Ricardo González   | -14   |
| T2  | Stephen Gallacher  | -12   |
| T2  | Jonathan Lomas     | -12   |
| T4  | Robert-Jan Derksen | -10   |
| T28 | Nicolas Colsaerts  | -4    |